# Pokrajina Neapelj
Pokrajina Neapelj (v italijanskem izvirniku Provincia di Napoli [provìnča di nàpoli]) je bilaena od petih pokrajin, ki so sestavljale italijansko deželo Kampanija. Zavzemala je tudi Flegrejsko otočje ter otok Capri. Mejila je na severu s pokrajinama Caserta in Benevento, na vzhodu s pokrajinama Avellino in Salerno, na jugu in na zahodu s Tirenskim morjem.

## Večje občine
Glavno mesto je Neapelj, ostale večje občine so (podatki 31.12.2008):
| Občina                  | Prebivalcev |
| ----------------------- | ----------- |
| Neapelj                 | 1.004.500   |
| Giugliano in Campania   | 113.704     |
| Torre del Greco         | 88.056      |
| Pozzuoli                | 83.242      |
| Casoria                 | 80.134      |
| Castellammare di Stabia | 65.057      |
| Afragola                | 63.625      |
| Marano di Napoli        | 59.097      |
| Ercolano                | 55.221      |
| Portici                 | 55.183      |
| Acerra                  | 54.270      |
| Casalnuovo di Napoli    | 50.538      |
| San Giorgio a Cremano   | 47.281      |
| Torre Annunziata        | 45.678      |
| Pomigliano d'Arco       | 39.331      |

## Naravne zanimivosti
Pokrajina je znana po izrazito vulkanskem terenu. Splošno razširjene so slike Neaplja, kjer povsod izstopa značilna oblika Vezuva. Prav tako si vsi turisti obvezno ogledajo izkopanine mest Pompeji in Herkulanej, ki jih je bil Vezuv zasul v prvem stoletju. Toda ta gora ni edini vulkan pokrajine. Samo v neposredni bližini mesta je okoli trideset ugaslih žrel ali plinskih izbruhov (solfatare in fumarole). Področje se imenuje Campi Flegrei, kar bi lahko prevedli z Goreča polja (latinsko campus = polje, flego = gorim) in je od leta 1993 zaščiteno.
Seznam zaščitenih področij v pokrajini:
- Narodni park Vezuv (Parco nazionale del Vesuvio)
- Krajinski park Partenio (Parco regionale del Partenio)
- Naravni rezervat Isola di Vivara (Riserva naturale statale Isola di Vivara)
- Naravni rezervat Tirone Alto Vesuvio (Riserva naturale Tirone Alto Vesuvio)
- Naravni rezervat Cratere degli Astroni (Riserva naturale Cratere degli Astroni)
- Naravni rezervat Foce Volturno - Costa di Licola (Riserva naturale Foce Volturno - Costa di Licola)
- Podvodni park Baia (Parco sommerso di Baia)
- Podvodni park Gaiola (Parco sommerso di Gaiola)
- Morski rezervat Punta Campanella (Area naturale marina protetta Punta Campanella)

## Zgodovinske zanimivosti
V zgodovini Neaplja se omenjajo "sedili" (= sedeži), ki so bili posebna vrsta oblasti med letoma 1200 in 1845. To so bila združenja predstavnikov najuplivnejših meščanskih družin, ki so skrbela za upravo mesta in za sodstvo. V nekaterih listinah, ki so se ohranile, je večkrat poudarjeno, da so sedili odločali izključno "za blagor mesta in njegovega obstanka". Sprva so se delili v "večje" in "manjše", a leta 1420 je kraljica Ivana II. Anjou (ali Angiò [andžò]) slednje ukinila in njihove predstavnike priključila "večjim sedilom". Istočasno je ustanovila "ljudski sedile", kar je zgovoren znak njenih reform: namesto več ali manj bogatih družin, ki so gospodovale ljudstvu, je bilo neapeljsko ljudstvo razdeljeno na "bogate" in "revne" družine. Šele leta 1800 je kralj Ferdinand IV. z zakonom prepovedal vse sedile, a ti so se skušali ohraniti s tem, da so se leta 1806 večji sedili združili z ljudskim sedilom in ustanovili občino v današnjem pomenu besede. Stvar je imela le kratkotrajen uspeh, saj je postal kraljevi zakon dokončno veljaven že leta 1845 in o sedilih ni bilo več govora.